# Tetracerus
Tetracerus é um gênero de bovídeo, da subfamília Bovinae. O antílope-de-quatro-chifres (Tetracerus quadricornis) é a única espécie do gênero. Tetracerus faz parte da tribo Boselaphini, junto com o gênero Boselaphus.